# دارين بيتري
دارين بيتري (بالإنجليزية: Darren Petrie)‏ (26 يوليو 1995 بإستيرلينغ في المملكة المتحدة - ) هو لاعب كرة قدم بريطاني في مركز الوسط. شارك مع منتخب اسكتلندا تحت 17 سنة لكرة القدم ومنتخب اسكتلندا تحت 19 سنة لكرة القدم. أما مع النوادي، فقد لعب مع دندي يونايتد وريث روفرز ونادي بريتشين سيتي ونادي دمبرتون ونادي ألبيون روفرز.

## وصلات خارجية
- دارين بيتري على موقع الاتحاد الأوربي (الإنجليزية)
- دارين بيتري على موقع قاعدة بيانات كرة القدم.إي يو (الإنجليزية)
- دارين بيتري على موقع Soccerbase.com (لاعب) (الإنجليزية)
- دارين بيتري على موقع Soccerway.com (الإنجليزية)
- دارين بيتري على موقع عالم كرة القدم.نت (الإنجليزية)